# تاکایوکی نگیشی
تاکایوکی نگیشی (انگلیسی: Takayuki Negishi؛ زادهٔ ۶ اوت ۱۹۶۱) موسیقی‌دان، و آهنگساز اهل ژاپن است.